# Vilém Mathesius
Vilém Mathesius, född 3 augusti 1882 i Pardubice, död 12 april 1945 i Prag, var en tjeckisk lingvist och litteraturhistoriker. Han var medgrundare av Pragskolan. Mathesius utvecklade den strukturalistiska funktionalismen. Han var professor i anglistik vid Karlsuniversitetet i Prag. Mathesius var därutöver utgivare av tidskrifterna Travaux du Cercle Linguistique de Prague och Slovo a slovesnost samt medgrundare av Nové Athenaeum.